# Törékeny kígyókarú csillag
A törékeny kígyókarú csillag (Ophiothrix fragilis) a kígyókarúak (Ophiuroidea) osztályának Amphilepidida rendjébe, ezen belül az Ophiothricidae családjába tartozó faj.

## Előfordulása
A törékeny kígyókarú csillag igen elterjedt az Észak-Atlanti-óceánban, az Északi-tengerben és a Földközi-tengerben.

## Alfaja, alakja
- Ophiothrix fragilis triglochis Müller & Troschel, 1842
- Ophiothrix fragilis f. nuda Madsen, 1970

## Megjelenése
A törékeny kígyókarú csillag kar hossza legfeljebb 10 centiméter, testkorongjának átmérője legfeljebb 2 centiméter. Az állatok színe változatos, az ibolyásak mellett fehér, vörösessárga és zöldesszürke egyedek is előfordulnak, melyeket gyakran sávok és foltok díszítenek. A testkorongban találhatók a belső szervek. A középpontból öt teljesen egyforma kar nyúlik ki. Az állat kültakaróját kalcitkristályok merevítik. A karokon a külső váz egymásba fonódó lemezekből áll, ez nagy mozgékonyságot biztosít. Ha az állatot megragadja valami, a lemezek könnyen szétválnak, azaz a karokból darabok törnek le, így téve lehetővé a menekülést. A tüskék kettős sorban nőnek a kar teljes hosszán. A tüskék mellett ujjhoz hasonló függelékként úgynevezett ambulakrális lábacskák helyezkednek el a kar alsó oldalán. Ezek ragadják meg az aljzaton heverő vagy a vízben lebegő szerves részecskéket, amelyeket továbbítanak a szájnyíláshoz.

## Életmódja
A törékeny kígyókarú csillag tömegesen is előfordulhat a tengerfenéken, vagy állandóan vízzel borított sziklák között. Néha egy négyzetméternyi felületen 340 állat is található. Tápláléka planktonikus szervezetek, és szerves törmelék.

## Szaporodása
A párzási időszak egész évben, főként nyáron, amikor meleg a víz és bőséges a táplálékkínálat. Az állatok váltivarúak. A két nem, a vízbe bocsátja a petéjét, illetve a hímivarsejtjét. A lárvák mozgékonyak, és a planktonban lebegnek.